# Arquidiocese de Mbandaka-Bikoro
A Arquidiocese de Mbandaka-Bikoro (Archidiœcesis Mbandakana-Bikoroënsis) é uma circunscrição eclesiástica da Igreja Católica situada em Mebandaca, República Democrática do Congo. Seu atual arcebispo é Ernest Ngboko Ngombe, C.I.C.M.. Sua Sé é a Catedral de Santo Eugênio de Mbandaka e sua Co-catedral é de São Vicente de Paulo de Bikoro.
Possui 35 paróquias servidas por 113 padres, abrangendo uma população de 2 551 000 habitantes, com 66,2% da dessa população jurisdicionada batizada (1 690 000 católicos).

## História

### Arquidiocese de Mbandaka
A prefeitura apostólica de Tsuapa foi erigida em 11 de fevereiro de 1924 com o breve In apostolico vicariatu do Papa Pio XI, tomando seu território do vicariato apostólico de Nouvelle-Anvers (hoje diocese de Lisala).
Em 28 de janeiro de 1926, mudou seu nome para prefeitura apostólica de Coquilhatville.
Em 27 de abril de 1927, com o breve In hac beati do Papa Pio XI, as fronteiras com a prefeitura apostólica de Léopoldville (hoje arquidiocese de Kinshasa) foram redesenhadas.
Em 3 de janeiro de 1931, a prefeitura apostólica cedeu parte de seu território em favor da ereção da missão sui iuris de Bikoro.
Em 22 de março de 1932, a prefeitura apostólica foi elevada a vicariato apostólico com o breve Iam Litteris do mesmo Papa Pio XI.
Em 24 de maio de 1950, cedeu outra porção de território ao vicariato apostólico de Léopoldville (atual arquidiocese de Kinshasa).
Em 14 de junho de 1951, cedeu outra porção de território com o propósito de erigir a prefeitura apostólica de Isangi (atual diocese).
Em 10 de novembro de 1959, o vicariato apostólico foi elevado à categoria de arquidiocese metropolitana com a bula Cum parvulum do Papa João XXIII.
Em 11 de setembro de 1961, cedeu outra porção de território em favor da ereção da diocese de Ikela (hoje Diocese de Bokungu–Ikela).
Em 30 de maio de 1966, assumiu o nome de arquidiocese de Mbandaka.

### Diocese de Bikoro
A missão sui iuris de Bikoro foi erigida em 3 de janeiro de 1931 com o breve Cum opera do Papa Pio XI, tomando seu território da prefeitura apostólica de Coquilhatville e do vicariato apostólico de Léopoldville (hoje a arquidiocese de Kinshasa). Incluía parte da província de Equateur na atual República Democrática do Congo.
Em 25 de junho de 1940, em virtude da bula Si Evangelii do Papa Pio XII, a missão sui iuris foi elevada à categoria de prefeitura apostólica.
Em 28 de junho de 1957 a prefeitura apostólica foi elevada à categoria de vicariato apostólico com a bula Cum noverimus do mesmo Papa Pio XII.
Em 10 de novembro 1959 o vicariato apostólico foi elevado à categoria de diocese com a bula Cum parvulum do Papa João XXIII, sufragânea da Arquidiocese de Coquilhatville (agora Arquidiocese de Mbandaka-Bikoro).

### Arquidiocese de Mbandaka-Bikoro
Em 12 de abril de 1975, a diocese de Bikoro foi dividida em virtude de dois decretos Cum ad bonum da congregação de Propaganda Fide. A parte sul da diocese, incluindo as paróquias de Bolobo e Yumbi, foi anexada à diocese de Inongo, enquanto a parte norte da diocese, incluindo as paróquias de Bikoro, Irebu, Bokongo, Lukolela, Itipo e Iboko, foi anexada à arquidiocese de Mbandaka, que ao mesmo tempo adotou o nome de arquidiocese de Mbandaka-Bikoro; a catedral de São Vicente de Paulo tornou-se uma co-catedral.

## Prelados
| #                        | Nome                                         | Período     | Notas                                    |
| Arcebispos               | Arcebispos                                   | Arcebispos  | Arcebispos                               |
| ------------------------ | -------------------------------------------- | ----------- | ---------------------------------------- |
| 5º                       | Ernest Ngboko Ngombe, C.I.C.M.               | 2019-       | Atual                                    |
| 4º                       | Fridolin Ambongo Besungu, O.F.M.Cap.         | 2016-2018   | Nomeado Arcebispo coadjutor de Quinxassa |
| 3º                       | Joseph Kumuondala Mbimba †                   | 1991-2016   |                                          |
| 2º                       | Frédéric Etsou-Nzabi-Bamungwabi, C.I.C.M. †  | 1977-1990   | Nomeado Arcebispo de Quinxassa           |
| 1º                       | Pierre Wijnants, M.S.C. †                    | 1975 - 1977 |                                          |
| Arcebispo-coadjutor      |                                              |             |                                          |
|                          | Frédéric Etsou-Nzabi-Bamungwabi, C.I.C.M. †  | 1976-1977   |                                          |
| Bispos de Bikoro         |                                              |             |                                          |
| 4º                       | Camille Jean-Baptiste Vandekerckhove, C.M. † | 1946-1975   |                                          |
| 3º                       | André Windels, C.M. †                        | 1939-1946   |                                          |
| 2º                       | Félix de Kempeneer, C.M. †                   | 1933-1938   |                                          |
| 1º                       | Leone Sieben, C.M. †                         | 1931-1932   |                                          |
| Bispos de Mbandaka       |                                              |             |                                          |
| 3º                       | Pierre Wijnants, M.S.C. †                    | 1964-1975   |                                          |
| 2º                       | Hilaire Marie Vermeiren, M.S.C. †            | 1947-1963   |                                          |
| 1º                       | Edouard Van Goethem, M.S.C. †                | 1924-1947   |                                          |
| Administrador apostólico |                                              |             |                                          |
|                          | Fridolin Ambongo Besungu, O.F.M.Cap.         | 2018-2020   | Arcebispo de Quinxassa                   |
|                          | Fridolin Ambongo Besungu, O.F.M.Cap.         | 2016        | Bispo de Bokungu-Ikela                   |